# Seulgi
Kang Seul-gi, nota semplicemente come Seulgi (강슬기?, 康瑟琪?, Gang Seul-giLR, Kang SŭlkiMR; Ansan, 10 febbraio 1994), è una cantante sudcoreana.
Dal 2014 è un membro del gruppo musicale Red Velvet, sotto contratto con la SM Entertainment.

## Biografia
Seulgi è nata ad Ansan, Gyeonggi-do, Corea del Sud. Ha studiato alla scuola media di Ansan Byeolmang e successivamente alla School of Performing Arts di Seul. Sa parlare giapponese.
Nel 2007 è stata scritturata dalla SM Entertainment e nel 2013 è stata introdotta al pubblico attraverso il progetto SM Rookies, insieme a Wendy e Irene, che in seguito avrebbe fatto anch'esse parte del gruppo delle Red Velvet. Nel luglio 2014 ha partecipato alla canzone Butterfly del secondo EP Fantastic di Henry Lau, ed è apparsa nel video musicale.
Ha debuttato con le Red Velvet il 1º agosto 2014 con il singolo digitale Happiness. A gennaio 2015, ha partecipato al musical di S.M. Entertainment School Oz, interpretando il ruolo di Dorothy. Da aprile a maggio è stata ospite del programma di varietà Off To School.
Nel luglio 2016, insieme a Wendy, ha pubblicato la canzone Don't Push Me facente parte della colonna sonora del drama di KBS Hamburo aeteuthage. Ad ottobre dello stesso anno ha partecipato come concorrente al programma King Of Mask Singer. Ha pubblicato You, Just Like That come colonna sonora di Blade & Soul il 18 novembre. Insieme a Wendy e ad altri artisti di S.M. Entertainment ha cantato il singolo digitale "Sound Of Your Heart" per il progetto SM Station il 30 dicembre.
Nel gennaio 2017 ha partecipato con Wendy alla canzone You're The Only One I See per la colonna sonora del drama di KBS Hwarang. Ha duettato con Yesung nella canzone Darling U per il progetto SM Station, il 22 gennaio.

## Discografia
Per le opere con le Red Velvet, si veda Discografia delle Red Velvet.

### EP
- 2022 – 28 Reasons
- 2025 – Accidentally on Purpose

### Singoli

#### Come artista principale
- 2016 – Sound of Your Heart (con Wendy, Sunny, Luna, Yesung, Taeil e Doyoung)
- 2016 – Darling U (con Yesung)
- 2017 – Our Story (con Chiyeol)
- 2017 – Doll (con Kangta e Wendy)
- 2022 – 28 Reasons
- 2025 – Baby, Not Baby

#### Come artista ospite
- 2014 – Butterfly (Henry Lau feat. Seulgi)
- 2017 – Drop (Mark Lee feat. Seulgi)
- 2017 – Heart Stop (Lee Tae-min feat. Seulgi)
- 2018 – Selfish (Moonbyul feat. Seulgi)
- 2018 – Hello Tutorial (Zion.T feat. Seulgi)
- 2021 – Best Friend (Wendy feat. Seulgi)
- 2021 – Who Are You (BamBam feat. Seulgi)

### Collaborazioni
- 2018 – Wow Thing

### Colonne sonore
- 2016 – Don't Push Me (con Wendy, Hamburo aeteuthage OST)
- 2017 – I Can Only See You (con Wendy, Hwarang OST)
- 2017 – Deep Blue Eyes (Idol drama gongjakdan OST)
- 2017 – You, Just Like That (Blade & Soul OST)
- 2019 – Always (The Crowned Clown OST)

## Filmografia

### Cinema
- SMTown: The Stage (SMTOWN THE STAGE), regia di Bae Sung-sang (2015)
- Trolls World Tour, regia di Walt Dohrn e David P. Smith (2020) – doppiaggio coreano

### Televisione
- Baeg-inbaekgok kkeutkkaji ganda (백인백곡 끝까지 간다) – programma televisivo, episodio 31 (2015)
- Bulhu-ui myeonggok - Jeonseor-eul noraehada (불후의 명곡 - 전설을 노래하다) – programma televisivo, episodi 223-224 (2015)
- Bongmyeon ga-wang (복면가왕) – programma televisivo, episodi 79, 141-142, 259-260 (2016, 2018, 2020)
- Tae-yang-ui hu-ye (태양의 후예) – serie TV, episodio 16 (2016)
- Girl group daecheop - Gamun-ui yeonggwang (걸그룹 대첩-가(歌)문의 영광) – programma televisivo (2017)
- Idol drama gongjakdan (아이돌 드라마 공작단) – programma televisivo (2017)
- Kkotgilman geotja (꽃길만 걷자) – serie TV, 8 episodi (2017)
- Jeonggeur-ui beopchik in Mexico (정글의 법칙 in 멕시코) – programma televisivo, episodi 320-324 (2018)
- Battle Trip (배틀 트립) – programma televisivo, episodi 101-103 (2018)
- Bimir-eonni (비밀언니) – programma televisivo, episodi 3-7 (2018)
- Yojeum-aedeul (요즘애들) – programma televisivo, episodi 1-6 (2018-2019)
- K-Pop Evolution (케이팝 에볼루션) – programma televisivo, episodi 4, 7 (2021)
- Seulgiro eum-akdaebaekgwa (슬기로운 음악대백과) – programma televisivo (2021)

## Riconoscimenti
- Melon Music Award
  - 2017 – Candidatura Hot Trend Award per Deep Blue Eyes (as Girls Next Door)
  - 2017 – Candidatura Rising Star Award